# Bronisława Wojciechowska
Bronisława Wojciechowska, 1 v. Młodziejowska, 2 v. Noskowska (ur. 4 lipca 1884 w Brzezinach Śląskich, zm. 30 stycznia 1963 w Poznaniu) – polska aktorka teatralna.

## Życiorys
Była córką Szczepana i Bronisławy. Debiut teatralny miała w 1900 w Częstochowie w zespole E. Majdrowicza. Od 1902 do 1905 grywała w Lublinie oraz Łodzi, natomiast od 1905 do 1907 w Poznaniu, w Teatrze Polskim, za dyrekcji Edmunda Rygiera. W latach 1907–1914 występowała w Wilnie, na deskach teatru Nuny i Bolesława Szczurkiewiczów. W okresie I wojny światowej grała w Kijowie, a w 1918 powróciła do niepodległej już Polski i od 1919 do 1930 na stałe związała się z poznańskim Teatrem Polskim. Po okresie przerwy powróciła na scenę w 1945 i do 1960 znowu występowała na deskach Teatru Polskiego w Poznaniu, z przerwą na sezon artystyczny 1958–1959, kiedy to występowała w Teatrze im. Leona Kruczkowskiego w Zielonej Górze. W 1960 przeszła na emeryturę.
Zmarła w Poznaniu. Pochowana na Cmentarzu parafialnym Lutycka (kwatera św. Michała-16-3).

## Twórczość
W początkowej fazie swojego rozwoju scenicznego grała przede wszystkim amantki, jak również śpiewała w operetkach. Z czasem przeszła do ról dramatycznych i charakterystycznych, tworząc barwne postacie sceniczne. Grała m.in. Lillę Wenedę, Alinę z Balladyny, Sonię z Wujaszka Wani (Zielona Góra), Puka ze Snu nocy letniej, Marynę i Kliminę z Wesela, Panią Jowialską z Pana Jowialskiego oraz Ciaputkiewicza z Grubych ryb autorstwa Michała Bałuckiego. 

## Rodzina
W 1908 wyszła za mąż za Ludwika Młodziejowskiego. Z tego związku miała dwóch synów (muzyków): Bronisława i Jerzego. W 1924 zawarła drugi związek małżeński z dziennikarzem, krytykiem teatralnym i muzycznym, Witoldem Noskowskim (1873–1939), zamordowanym przez Niemców w poznańskim Forcie VII. Występowała zawsze pod nazwiskiem panieńskim.

## Odznaczenia
- Złoty Krzyż Zasługi (16 lutego 1951)[5]